# Omar el-Geziry
Omar Abdulrahman Ali el-Geziry (in arabo عمر عبدالرحمن على الجزيري‎?; Il Cairo, 20 gennaio 1985) è un pentatleta e allenatore di pentathlon moderno egiziano.

## Biografia
Anche i suoi fratelli Emad e Amro sono pentatleti di caratura internazionale.
Ha rappresentato l'Egitto ai Giochi olimpici estivi di Rio de Janeiro 2016, classificandosi ventitreesimo nella gara maschile.
Ha allenato la nazionale statunitense ai Giochi panamericani di Lima 2019. È allenatore personale del fratello Amro el-Geziry.

## Palmarès
- Mondiali:

Mosca 2016: oro a squadre